# Lekkoatletyka na Letnich Igrzyskach Olimpijskich 1984 – bieg na 1500 m kobiet
Bieg na 1500 metrów kobiet podczas XXIII Letnich Igrzysk Olimpijskich w Los Angeles rozegrano 9 (eliminacje) i 11 sierpnia 1984 (finał) na stadionie Los Angeles Memorial Coliseum. Zwyciężczynią została reprezentantka Włoch Gabriella Dorio.

## Rekordy

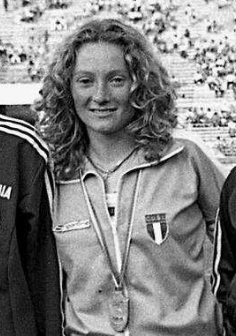
Gabriella Dorio

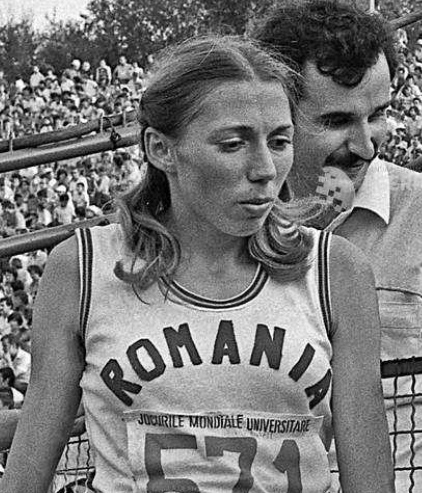
Doina Melinte

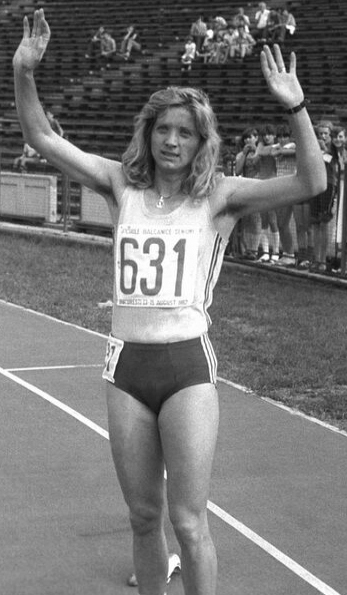
Maricica Puică

|                   | Zawodniczka       | Narodowość | Czas    | Data                  | Miejsce |
| ----------------- | ----------------- | ---------- | ------- | --------------------- | ------- |
| Rekord świata     | Tatjana Kazankina | ZSRR       | 3:52,47 | 13 sierpnia 1980(dts) | Zurych  |
| Rekord olimpijski | Tatjana Kazankina | ZSRR       | 3:56,56 | 1 sierpnia 1980(dts)  | Moskwa  |

## Wyniki
| Poz. - pozycja |
| – rekord świata \| – rekord krajowy \| – rekord życiowy \| = – wyrównany rekord życiowy \| · – najlepszy wynik w sezonie \| = – wyrównany najlepszy wynik w sezonie \| – rekord olimpijski |
| Fn – falstart \| DNF – nie ukończyła \| DNS – nie wystartowała \| DSQ – zdyskwalifikowana                                                                                                  |

### Eliminacje
Rozegrano dwa biegi eliminacyjne. Do finału awansowały po cztery najlepsze zawodniczki z każdego biegu (Q) oraz cztery z najlepszymi czasami spośród pozostałych (q).

#### Bieg 1
| Poz. | Zawodniczka          | Narodowość        | Rezultat | Uwagi |
| ---- | -------------------- | ----------------- | -------- | ----- |
| 1    | Christine Benning    | Wielka Brytania   | 4:10,48  | Q     |
| 1    | Doina Melinte        | Rumunia           | 4:10,48  | Q     |
| 3    | Fița Lovin           | Rumunia           | 4:10,58  | Q     |
| 4    | Brit McRoberts       | Kanada            | 4:10,64  | Q     |
| 4    | Roswitha Gerdes      | RFN               | 4:10,64  | Q     |
| 6    | Elly van Hulst       | Holandia          | 4:10,69  | q     |
| 7    | Missy Kane           | Stany Zjednoczone | 4:11,86  |       |
| 8    | Diana Richburg       | Stany Zjednoczone | 4:13,35  |       |
| 9    | Helen Ritter         | Liechtenstein     | 4:19,39  |       |
| 10   | Justina Chepchirchir | Kenia             | 4:21,97  |       |
| 11   | Laverne Bryan        | Antigua i Barbuda | 4:32,44  |       |
| 12   | Kriscia García       | Salwador          | 4:38,00  |       |

#### Bieg 2
| Poz. | Zawodniczka           | Narodowość        | Rezultat | Uwagi |
| ---- | --------------------- | ----------------- | -------- | ----- |
| 1    | Gabriella Dorio       | Włochy            | 4:04,51  | Q     |
| 2    | Maricica Puică        | Rumunia           | 4:05,30  | Q     |
| 3    | Ruth Wysocki          | Stany Zjednoczone | 4:06,65  | Q     |
| 4    | Christina Boxer       | Wielka Brytania   | 4:07,40  | Q     |
| 5    | Lynne MacDougall      | Wielka Brytania   | 4:09,08  | q     |
| 6    | Debbie Scott          | Kanada            | 4:09,16  | q     |
| 7    | Jill McCabe           | Szwecja           | 4:16,48  |       |
| 8    | Alejandra Ramos       | Chile             | 4:22,03  |       |
| 9    | Liliana Góngora       | Argentyna         | 4:28,02  |       |
| 10   | Marcianne Mukamurenzi | Rwanda            | 4:31,56  |       |
| –    | Margrit Klinger       | RFN               | DNS      |       |

### Finał
| Poz. | Zawodniczka       | Narodowość        | Rezultat |
| ---- | ----------------- | ----------------- | -------- |
| 1    | Gabriella Dorio   | Włochy            | 4:03,25  |
| 2    | Doina Melinte     | Rumunia           | 4:03,76  |
| 3    | Maricica Puică    | Rumunia           | 4:04,15  |
| 4    | Roswitha Gerdes   | RFN               | 4:04,41  |
| 5    | Christine Benning | Wielka Brytania   | 4:04,70  |
| 6    | Christina Boxer   | Wielka Brytania   | 4:05,53  |
| 7    | Brit McRoberts    | Kanada            | 4:05,98  |
| 8    | Ruth Wysocki      | Stany Zjednoczone | 4:08,92  |
| 9    | Fița Lovin        | Rumunia           | 4:09,11  |
| 10   | Debbie Scott      | Kanada            | 4:10,41  |
| 11   | Lynne MacDougall  | Wielka Brytania   | 4:10,58  |
| 12   | Elly van Hulst    | Holandia          | 4:11,58  |